# Anagenesia
Anagenesia is een geslacht van haften (Ephemeroptera) uit de familie Palingeniidae.

## Soorten
Het geslacht Anagenesia omvat de volgende soorten:
- Anagenesia albescens
- Anagenesia ampla
- Anagenesia birmanica
- Anagenesia javanica
- Anagenesia lata
- Anagenesia leucoptera
- Anagenesia lontona
- Anagenesia minor
- Anagenesia nana
- Anagenesia nanoides
- Anagenesia paradoxa
- Anagenesia picta
- Anagenesia robusta
- Anagenesia spodiocephala
- Anagenesia tenera